# Kington, Herefordshire
Kington är en stad och en civil parish i Herefordshire i England. Orten har 2 626 invånare (2011). Staden nämndes i Domedagsboken (Domesday Book) år 1086, och kallades då Chingtune.